# Karel Kolář
Karel Kolář (Jindřichův Hradec, 1955. december 16. – 2017. október 4.) Európa-bajnok cseh atléta, futó.

## Pályafutása
Az 1978-as szabadtéri Európa-bajnokságon Prágában 400 méteres síkfutásban, ezüst-, 4 × 400 m váltóban bronzérmet szerzett. Az 1979-es fedett pályás Európa-bajnokságon Bécsben 400 méteren Európa-bajnok lett, a következő évben Sindelfingben ezüstérmet szerzett.

## Sikerei, díjai
- Európa-bajnokság
  - ezüstérmes: 1978, Prága (400 m)
  - bronzérmes: 1978, Prága (4 × 400 m váltó)
- Fedett pályás Európa-bajnokság – 400 m
  - aranyérmes: 1979, Bécs
  - ezüstérmes: 1980, Sindelfingen